# Chimaera (mythologie)

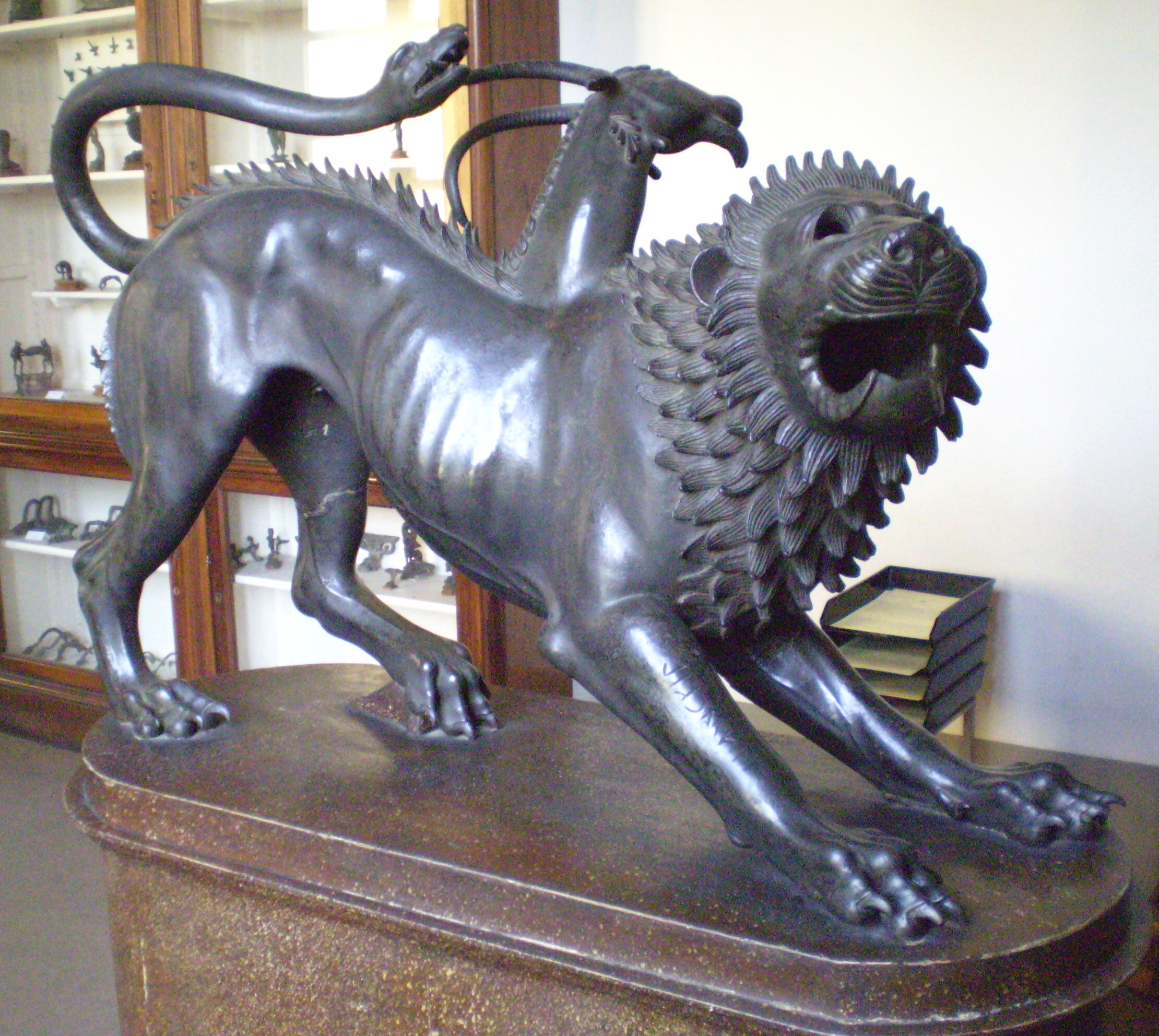
De beroemde Etruskische bronzen Chimaera van Arezzo (4e eeuw v.Chr.) in het Museo archeologico nazionale di Firenze

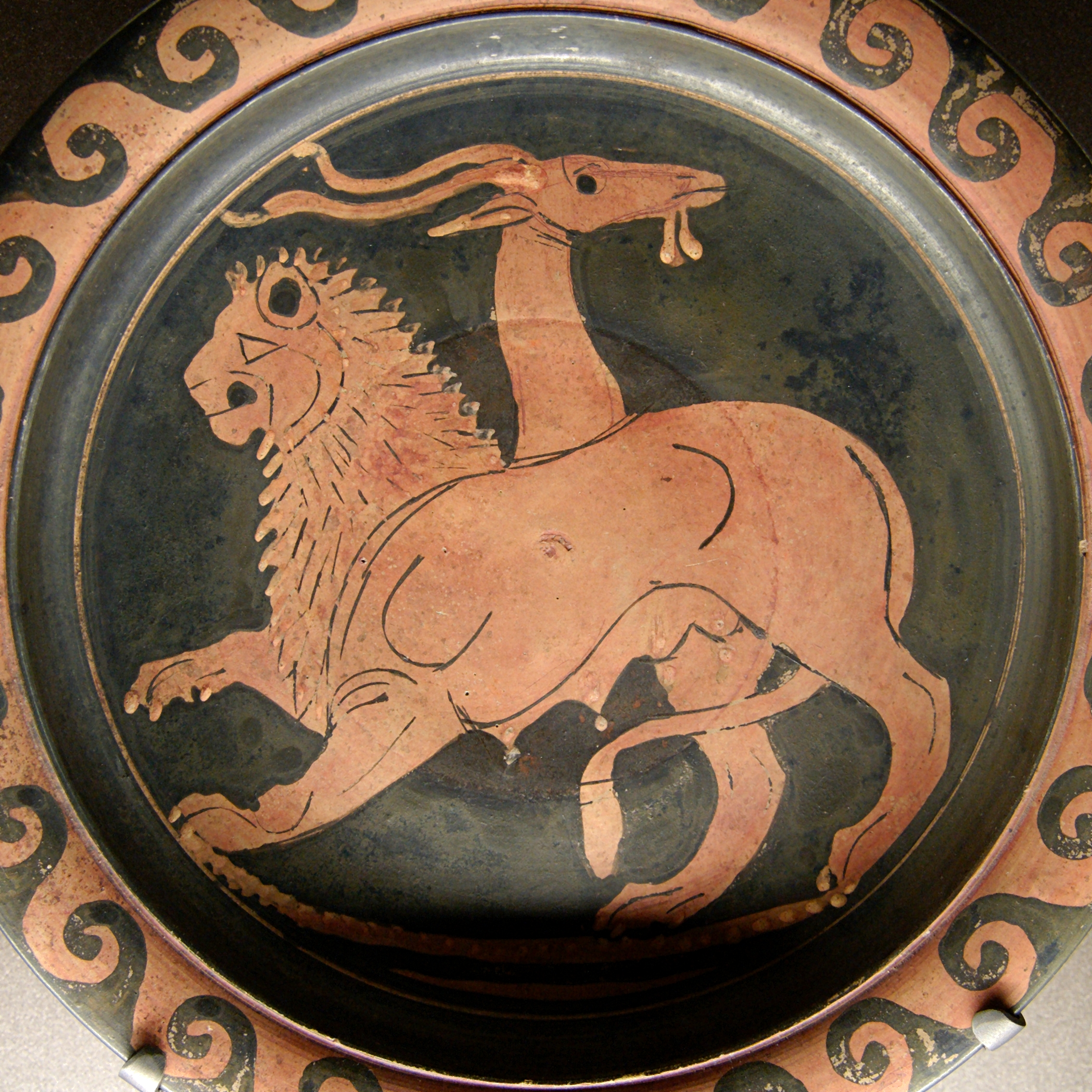
Chimaera op een Apulische roodfigurige schaal, ca. 350-340 v.Chr.

De Chimaera (uit het Latijn, van het Griekse Χίμαιρα - Chimaira) is een wezen uit de Griekse mythologie. Het is een monsterlijk schepsel, samengesteld uit delen van meerdere beesten, afkomstig uit de streek Lycië in Anatolië. Bij uitbreiding is chimaera een algemene aanduiding geworden voor wezens die zijn opgebouwd uit verschillende diersoorten, eventueel inclusief de mens. Voor mens-diercombinaties bestaat echter een aparte aanduiding: theriantropen. In de biologie wordt de term chimaera gebruikt voor dieren waarin de kenmerken van verschillende soorten onregelmatig tot uiting komen.

## Oorsprong en betekenis
De oorspronkelijke Chimaera was een nakomeling van Typhon en Echidna, en daarmee een zuster van andere monsters zoals Cerberus en de Hydra. De Chimaera werd meestal afgebeeld met het hoofd van een leeuw, het lichaam van een geit en de staart van een slang, maar men heeft een Etruskische bronzen voorstelling gevonden van de Chimaera met het lichaam van een leeuw, waar aan de rug een geitenkop zit en de staart eindigt in de kop van een slang (de zogenaamde Chimaera van Arezzo, zie afbeelding). Ook zou de Chimaera vuur kunnen spuwen.
Het waarnemen van de Chimaera was een voorteken van onweer, schipbreuken en natuurrampen (in het bijzonder vulkaanuitbarstingen).
Volgens de Griekse mythologie bracht de Chimaera onheil over de streek Lycië. De held Bellerophon, paardrijdend op Pegasus' rug, maakte een einde aan haar wandaden. Er zijn verschillende beschrijvingen van haar dood. Sommigen zeggen dat Bellerophon enkel zijn speer gebruikte; anderen dat hij zijn speerpunt met lood bekleedde dat, blootgesteld aan de vurige adem van de Chimaera, smolt en haar doodde. Een ander verhaal is dat Bellerophon de drie hoofden eraf hakte en zij dood op de grond viel.
De mythen over de Chimaera zijn te vinden in de Ilias (boek 6) van Homerus, in de Theogonia van Hesiodus, in de Aeneis (boek 6) van Vergilius, in de Metamorfosen (boek VI 339 en IX 648) van Ovidius, en in de Bibliotheca (boek 1) van Pseudo-Apollodorus.

## Ornamentkunst
De Chimaera als fabelachtig monster met de kop van een leeuw, het lijf van een geit en de staart van een slang, dat vuur en vlammen uitwerpt, soms ook nog met vleugels of vlerken, is in de ornamentkunst (beeldhouwkunst) een veelvoorkomend motief.

## Chimaera's in kunst en cultuur
- Chimaera's in verschillende vormen komen voor in diverse boeken en films, vele televisieproducties en tientallen computerspellen. Het automerk TVR heeft een van zijn modellen de Chimaera genoemd.